# Фриц Прегъл
Фриц Прегъл (на словенски: Friderik Pregl; на немски: Fritz Pregl) е австрийски лекар и химик от словенски произход. През 1923 г. получава Нобелова награда за химия „за изобретяването на метода за микроанализ на органичните вещества“.

## Биография
Роден е на 3 септември 1869 година в Лайбах, Свещена Римска империя (днес Любляна, Словения), в семейството на Рамунд Прегъл, финансов служител, и Фредерика Шлакер. Момчето остава рано без баща и през 1887 г., завършвайки гимназия в Лайбах, се премества с майка си в Грац. Като постъпва в Грацкия университет, Прегъл започва да изучава медицина и се проявява като толкова способен студент, че преподавателят по физиология Александър Ролет го прави асистент в лабораторията си.
След като през 1893 г. получава медицинска диплома, Прегъл остава да работи в лабораторията на Ролет, едновременно практикувайки като лекар-офталмолог. По това време той все повече се увлича от химията. Особено го интересуват реакциите на холевата киселина, открита в жлъчката, и причината за високото съдържание на въглерод-азотистите съединения в човешката урина. Проведените от него изследвания биват оценени доста високо и през 1899 г. му е предложена длъжността лектор към Катедрата по физиология в Грацкия университет.
Желанието да продължи започнатите изследвания в областта на физиологичната химия отвежда Прегъл в Германия, където през 1904 г. работи при Карл Хуфнер в Тюбингенския университет, при Вилхелм Оствалд в Лайпцигския университет и при Емил Фишер в Берлинския университет. След завръщането си в Грац през 1905 г. е назначен за асистент-професор в университетската лаборатория по медицинска химия, а две години по-късно става съдебен химик на Грац.
От 1910 г. е професор по медицинска химия в Инсбрукския университет. През 1913 се връща в Грацкия университет като професор по медицинска химия, през 1916 става декан на Медицинския факултет, а през 1920 – негов вицепрезидент.
След като получава Нобелова награда през 1923 г., Прегъл продължава да се занимава активно с научноизследователска и преподавателска дейност. Преди смъртта си дарява голяма сума пари на Академията на науките във Виена за учредяване на награда за достижения в областта на микрохимията.
Умира след кратко боледуване на 13 декември 1930 година в Грац на 61-годишна възраст.

## Научна дейност
Проучвайки жлъчните киселини и химията на протеина, Прегъл се сблъсква с трудностите на анализа при изключително малко количество анализирани вещества. По това време, за да се направи химичен анализ на достъпно равнище, но с използване на авангардните методи, разработени през 30-те години на ХІХ век от химиците Юстус фон Либих и Жан Батист Андре Дюма, се изисквало поне от 0,15 до 0,20 g вещество. Това означавало, че за молекулно изследване Прегъл трябвало да реши неизпълнима задача – да преработи няколко тона вещество, предназначено за анализиране. Алтернативно решение било да се усъвършенстват методите за химически анализ и той избира това.
След като през 1910 г. става професор по медицинска химия в Инсбрукския университет, Прегъл вече може да отделя значителна част от времето си за микроанализ. Една от първите изправили се пред него задачи е да изобрети везни, по-чувствителни от тези, които се употребявали в обикновената микроаналитична химия. Усъвършенствайки везните, конструирани от немския химик В. Кулман, за да показват тегло с точност до една хилядна част от милиграма, Прегъл повишава точността им десет пъти.
Прегъл се занимава с изучаване на органичните молекули, които съдържат преди всичко въглерод, водород, кислород, а често азот, фосфор, сяра и други елементи. Анализът на тези съединения изисква да се определи пропорционалния състав на влизащите в тях елементи. Отначало целият въглерод трябва да се превърне във въглероден диоксид, а целият водород – във вода. След това тези продукти се разделят с поглъщането им от други вещества, които, претеглени преди и след поглъщането, ще покажат какво количество въглерод и кислород са погълнали. Тъй като всяко съприкосновение с въздуха би замърсило анализираните образци, тази стъпка в процеса се оказва най-сложна. Прегъл открива също, че при поглъщането на веществата проникват, замърсявайки образците, странични вторични продукти, макар и в безобидно по мерките на микроанализа количество. За да преодолее тази трудност, той изобретява специален филтър, който задържа всичко освен въглеродния диоксид и водата. Продължавайки своите изследвания, Прегъл разработва методи за микроанализ при изучаването на класически органични групи като халогените, карбоксилните групи и метилите, а също изготвя с помощта на стъклодухач извънредно малка по размери нова апаратура, която позволява да се определи молекулното тегло на веществото чрез точката му на кипене.
През 1911 г. Прегъл прилага своите методи за анализ към образци в количество от 7 до 13 mg вещество, а след две години – вече до 3 mg. Ученият също така съкращава времето за химически анализ до един час, или повече от три пъти. Предложените от него методи, много по-малко сложни и значително по-точни от предишните, се оказват особено важни при анализа на сложни биомедицински съединения.